# Enrique Flórez
 (août 2024).
Pour les articles homonymes, voir Flórez.
Enrique (ou Henrique) Flórez de Setién y Huidobro, O.S.A. (Villadiego, Burgos, 21 juillet 1702 – Madrid, 5 mai 1773) est un religieux augustin espagnol, célèbre comme historien, qui était également traducteur, géographe, chronologiste, épigraphiste, numismate, paléographe, bibliographe et archéologue du Siècle des Lumières.

## Biographie
En 1719, à dix-sept ans, il est entré dans l'Ordre de Saint Agustin à Salamanque. Il a fait ses études dans cette cité ainsi qu'à Valladolid, Ávila et Alcalá de Henares. Il est devenu docteur en théologie et professeur de théologie à l'Université d'Alcalá. Il a été de plus académicien de la Real Orden de Caballeros de Valladolid, membre de la Academia del Buen Gusto de Zaragoza et Académicien de l'Académie des inscriptions et belles-lettres. Durant son séjour à Madrid, il a connu quelques-uns des espagnols les plus cultivés de son temps, comme Gregorio Mayans y Siscar, le père Martín Sarmiento, Blas Nasarre (es) et les Iriarte, Juan de Iriarte et Tomás de Iriarte. Il a été membre du conseil de l'Inquisition (1743), ainsi qu'assistant général de la province espagnole de son ordre (1765). Il a écrit les six volumes d'une Teología escolástica (1732–1738). Par la suite, il s'est tourné vers des études érudites et vers la recherche, particulièrement concernant l'histoire ecclésiastique de l'Espagne, appliquant les idées du Siècle des Lumières avec l'utilisation de la critique au sujet des sources originales. Il a abandonné alors sa chaire à Alcalá et a entrepris sa recherche à quarante ans, en 1742. Il a réalisé divers voyages dans toute l'Espagne à la recherche de documents et de références ainsi que pour consulter les archives. Il a exhumé de nombreux documents importants, quelques-uns d'entre eux perdus aujourd'hui. L'année suivante, il a publié la Clave historial con que se abre la puerta a la historia eclesiástica y política, livre qui a été réimprimé douze fois en un peu plus d'un demi-siècle.

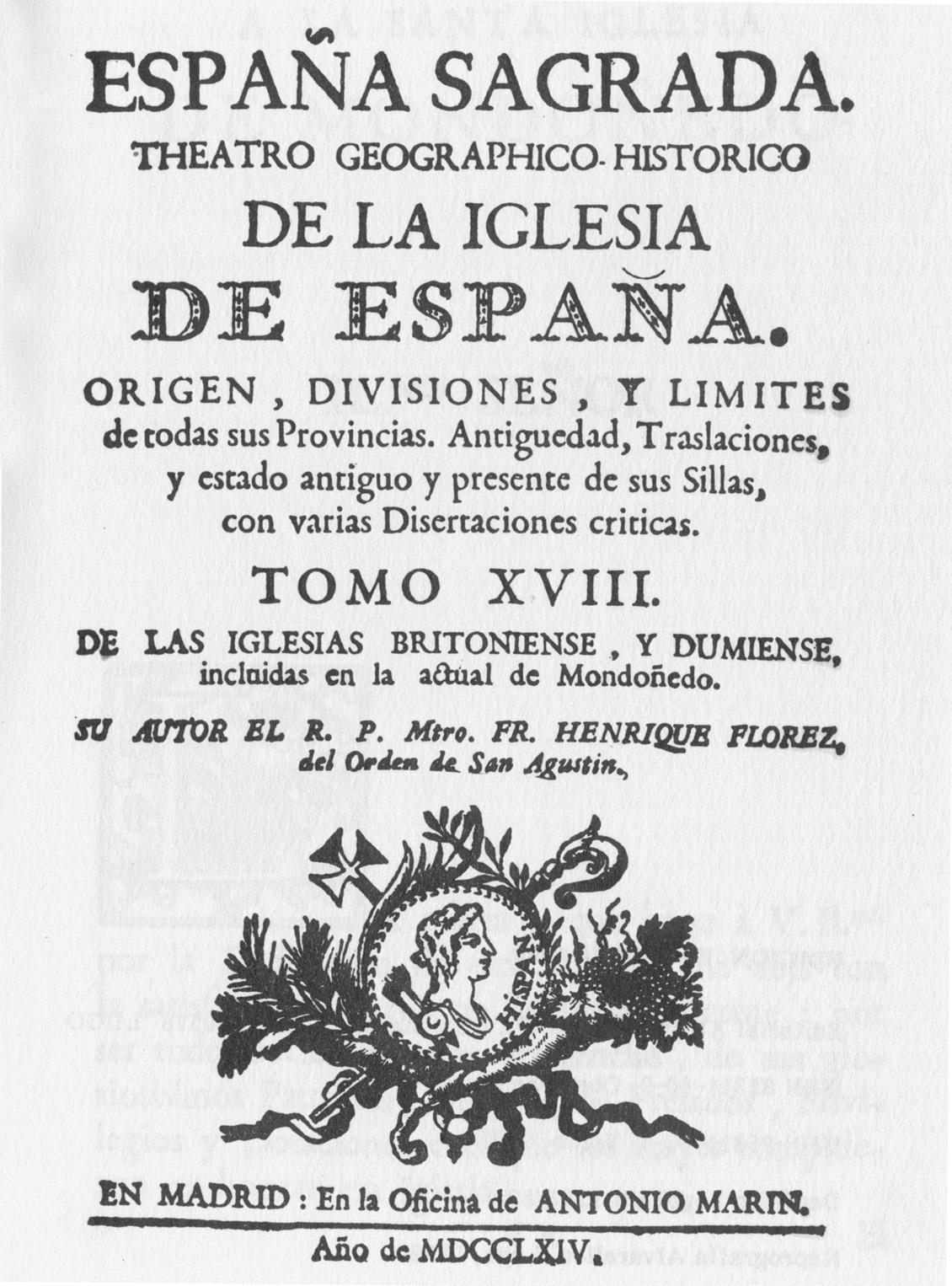
Première page de l'éd. originale du tome XVIII de la España sagrada (1764).

En 1747 a été publié le premier tome de son œuvre la plus fameuse, la monumentale España sagrada, qui a fini par comprendre cinquante-six volumes et dont le père Flórez a composé les 29 premiers, les cinq volumes initiaux entre les années 1747 et 1750 ; le reste a été publié jusqu'en 1775, lorsque les deux derniers ont été imprimés à titre posthume. Flórez s'est clairement inspiré de la Gallia christiana (Paris, 1715–1785, 13 vols.) de Denis de Sainte-Marthe et de la Italia sacra (Venise, 1717–1722, 10 vols.) de Ferdinando Ughelli, deux des plus ambitieux projets historiographiques de son temps. Les augustins, ses compagnons de l'Ordre, n'ont pas voulu laisser l'œuvre inachevée et l'ont continuée. Se sont attelés à ce travail le père Manuel Risco, qui s'est occupé de l'édition des tomes 30 à 42; et Antolín Merino et José de la Canal, qui se sont occupés des tomes 43 à 46. Le désamortissement de Mendizábal en 1836 a interrompu les travaux, et les tomes 47 et 48 sont apparus grâce à Pedro Sainz de Baranda. Sous l'impulsion de l'Académie royale d'histoire, Vicente de la Fuente (es) a préparé les tomes 49 (1865) et 50 (1866). Carlos Ramón Fort (es) a élaboré le 51 édité en 1879 et le volume 52, élaboré par Eduardo Jusué (es), paru en 1917 ; Ángel Custodio Vega (es) a composé les deux dernières publications, qui ont parue en 1957.
Pour réaliser sa gigantesque tâche, Enrique Flórez a divisé l'Espagne en diocèses dont il a étudié la fondation, les monnaies, les monuments, les inscriptions, les manuscrits, les évêques, les églises, les couvents, les abbayes et les saints. Il a reproduit une grande quantité de manuscrits anciens, dont des textes des antiques chroniques comme les Anales toledanos, la Crónica compostelana et beaucoup d'autres. Ces éditions n'ont pas été faites avec la rigueur paléographique moderne qui aujourd'hui s'impose, mais on a cependant recours à la España sagrada aujourd'hui, et cela démontre la solidité du travail réalisé par les augustins studieux. Une grande partie de cette solidité dérive de l'humilité du sage père Flórez, qui consultait et échangeait avec toute sorte d'experts dans les domaines dans lesquels il était lui-même compétent, puis, il a entretenu une gigantesque correspondance littéraire et scientifique avec tous ceux qui se consacraient à l'étude des antiquités, l'épigraphie et la numismatique, ou ceux qui s'occupaient également de l'histoire antique et tardoantique de la péninsule ibérique, qu'ils soient ou non d'accord avec lui : les antiquaires Miguel de Espinosa, comte del Águila ; Andrés Burriel ; Patricio Gutiérrez Bravo ; Luis José Velázquez de Velasco, marquis de Valdeflores; Gregorio Mayans y Siscar ; Francisco Pérez Bayer, le bibliographe père Francisco Méndez, qui sera son biographe, ami et compagnon de travail, ou les frères Mohedano.
Il a soutenu diverses éditions sous sa direction attentive : Viaje de Ambrosio de Morales, por orden del Rey Don Felipe II a los reinos de León y Galicia y Principado de Asturias (1765) ; celle de De Formando Theologiae Studio Libri IV collecti ac restituti per R. P. M. Fr. Laurentium a Villavicentio ; celle de De Sacris Concionibus et le fameux Sancti Beati, Presbyteri Hispani Libanensis, In Apocalypsim (1770) ou Exposición del Apocalipsis par San Beato de Liébana, qui a été exhumé par le Padre Flórez. Il a écrit aussi comme numismate Medallas de las colonias, municipios y pueblos antiguos de España (trois vols., 1757, 1758 et 1773) et comme généalogiste Memoria de las reinas católicas, historia genealógica de la Casa Real de Castilla y León (1761, deux vols.), entre autres. Le livre «La Cantabria», de 1768 devait en principe être un appendice au tome XXIV de la España sagrada, mais il a été publié de manière indépendante car il y était étudié divers points, «dignes de considération particulière, avec plus d'attention et de développement que ce que demanderaient normalement les questions abordées». Cette œuvre est considérée comme une référence pour la recherche dans les temps modernes des limites de l'antique Cantabrie, et est un point de départ pour de nombreuses études postérieures du peuple des Cantabres dans l'antiquité. Parmi les nombreux apports que nous fournit son travail, on doit mentionner de manière spéciale l'identification qu'il a réalisée des ruines de Retortillo (commune de Campoo de Enmedio) avec la cité romaine de Julióbriga.

## Œuvres

### Religion
- Theologia Scholastica Iuxta Principia Scholae Augustiniano-Thomisticae. Il a compulsé 5 vols., et a laissé divers brouillons afin d'écrire un sixième volume (1732–1738).
- Modo práctico de tener oración mental (1754); accompagné par Los suspiros de San Agustín par un religieux du même Ordre, mais qui comportait tant d'erratas qu'on a dû le retirer de la vente. Il a été réimprimé en 1760.
- Totius Doctrinae de Generatione et Corruptione, de Caelo et Mundo et Anima Compendiosa Tractatio iuxta mentem Doctoris Angelici Divi Thomae Aquinatis (1727), il s'agit du volume IV de la Summa Philosophica du père Maestro Fray Andrés Sierra, qu'il avait laissé incomplet.

### Histoire, histoire ecclésiastique, géographie, numismatique et sciences naturelles
- Clave Geographica para aprender Geographia los que no tienen maestro, 1789.
- Clave historial con que se abre la puerta a la historia eclesiástica y política, 1742. On a fait 16 réimpressions avant 1817.
- España sagrada. Theatro geographico-histórico de la iglesia de España. Origen, divisiones y términos de todas sus provincias. Antigüedad, traslaciones y estado antiguo y presente de sus sillas, en todos los dominios de España y Portugal. Con varias disertaciones críticas para ilustrar la historia eclesiástica de España (Madrid: 1747–1775, veintinueve volúmenes, continuados después por otros autores). La nouvelle édition de la España sagrada (2000–2012), qui facilite la lecture et compréhension du texte et inclut la modernisation de l'orthographe, ponctuation et accentuation, est due au gigantesque travail réalisé per l'éditeur littéraire Rafael Lazcano (es), et à l'appui fourni par la Provincia Agustiniana de Castilla, à laquelle appartient Editorial Agustiniana.
  - I (1747): Clave geográfica y geografía eclesiástica de todos los patriarcados
  - II (1747): Cronología de la historia antigua de estos reinos
  - III (1748): Predicación de los Apóstoles en España
  - IV (1749): Último de la Iglesia en común
  - V (1750): De la provincia cartaginense en particular
  - VI (1751): De la Santa Iglesia de Toledo en cuanto Metropolitana
  - VII (1751): De las Iglesias sufragáneas antiguas de Toledo
  - VIII (1752): De las Iglesias sufragáneas antiguas de Toledo
  - IX (1752): De la Provincia antigua de la Bética en común y de la Santa Iglesia de Sevilla en particular
  - X (1753): De las Iglesias sufragáneas antiguas de Sevilla
  - XI (1753): Contiene las Vidas y Escritos, nunca publicados hasta hoy, de algunos Varones Ilustres Cordobeses que florecieron en el Siglo IX
  - XII (1754): De las Iglesias sufragáneas antiguas de Sevilla
  - XIII (1756): De la Lusitania antigua en común y de su Metrópoli Mérida en particular
  - XIV (1758): De las Iglesias de Ávila, Caliabria, Coria, Coimbra, Ebora, Egitania, Lamego, Lisboa, Osonoba, Pacense, Salamanca, Viseo y Zamora.XV (1759): De la Provincia antigua de Galicia en común y de su Metrópoli, la Iglesia de Braga en particular
  - XVI (1762): De la Santa Iglesia de Astorga en su estado antiguo y presente
  - XVII (1763): De la Santa Iglesia de Orense
  - XVIII (1764): De las Iglesias Britoniense y Dumiense, incluidas en la actual Mondoñedo
  - XIX (1765): Contiene el estado antiguo de la Iglesia Iriense y Compostelana hasta su primer Arzobispo
  - XX (1765): Historia Compostelana, hasta hoy no publicada
  - XXI (1766): Contiene la Iglesia de Porto, de la Galicia antigua, desde su origen hasta hoy
  - XXII (1767): De la Iglesia de Tuy, desde su origen hasta el Siglo XVI
  - XXIII (1767): Continuación de las memorias de la Santa Iglesia de Tuy
  - XXIV (1768): Parte Primera. La Cantabria
  - XXIV (1769): Parte Segunda. Antigüedades Tarraconenses
  - XXV (1770): Contiene las Memorias antiguas eclesiásticas de la Santa Iglesia de Tarragona
  - XXVI (1771): Contiene el estado antiguo de las Iglesias de Auca, de Valpuesta y de Burgos
  - XXVII (1772): Contiene las Iglesias Colegiales, Monasterios y Santos de la Diócesis de Burgos
  - XXVIII (1774): Contiene el estado antiguo de la Santa Iglesia Ausonense, hoy Vique
  - XXIX (1775): Contiene el estado antiguo de la Santa Iglesia de Barcelona.
- Elogios del Santo Rey Don Fernando III (1754). Después de los Elogios, en la p. 26, siguen las Tablas de las Hégiras o Años Árabes.
- Medallas de las Colonias, Municipios y pueblos antiguos de España. (2 vols.: el 1º en 1757 y el 2º en 1758). Más tarde, el autor publicó un tercer volumen titulado Medallas de las Colonias, Municipios y pueblos antiguos de España, hasta hoy no publicadas, con las de los Reyes Godos, 1773. Es el primer tratado de numismática que se publicó en España.
- Memorias de las Reinas Católicas. Historia Genealógica de la Casa Real de Castilla y de León. (dos vols., 1761). Hay edición moderna: Valladolid: Consejería de Educación y Cultura, 2002, 2 vols.
- Utilidad de la Historia Natural. Un discurso dedicado al más tarde monarca Carlos IV.
- Mapa de todos los sitios de batallas que tuvieron los Romanos en España. (3 ediciones : la primera en 1745, y la segunda y tercera en 1774).

### Traductions
- Vindicias de la Virtud y Escarmiento de Virtuosos, escrita por el portugués Fray Francisco de la Anunciación de la Orden de los Ermitaños de San Agustín y doctor de la Universidad de Coimbra. Traduit par Don Fernando de Setién Calderón de la Barca. Dos vols. en cuarto, 1742.
- Obras Varias y admirables de la Madre María donde Ceo. Religiosa franciscana y Abadesa del Convento de la Esperanza de Lisboa, traducida de la edición portuguesa e ilustrada con breves notas por el Doctor Don Fernando de Setién Calderón de la Barca. Dos tomos en octavo, 1744.
- Trabajos de Jesús, escritos en portugués por el agustino Fray Tomé de Jesús estando cautivo y preso en Berbería y traducidos por Fray Enrique Flórez. Dos vols. en cuarto, 1763.
- Delación de la doctrina de los intitulados Jesuítas sobre el dogma y la moral, hecha a los señores Arrzobispos y Obispos de Francia, traducida al español por el Doctor Don Fernando Huidobro y Velasco. En cuarto, 1768.

### Manuscrits
(Presque tous disparus durant la Guerre d'indépendance espagnole)
- El Libro de los Libros y Ciencia de los Santos, en doctrinas de verdades eternas para avivar la fé.
- Tratado de la Santa Iglesia de Lugo. Dans l'ordre, devrait correspondre au Tome XXI de la España Sagrada, mais pour quelque raison, il n'a pu l'achever. De ce manuscrit, le P. Risco en a tiré plus tard le tome XL.
- Tratado de la Santa Iglesia Ilerdense. También se encontró un pequeño esbozo del Tratado de la Santa Iglesia de Zaragoza.
- Siglo I de la Iglesia.
- Genealogía de los Césares.
- Respuesta o impugnación al Fanal Cronológico.
- Intentos y prevenciones sobre la reducción del alfabeto de las letras desconocidas que se usó entre los españoles antiguos antes del dominio de los romanos.
- Delación hecha al santo Tribunal de la Inquisición sobre los días angélicos de N. P. San Agustín, contra los Padres Luis de Molina, Cornelio a Lápide y el P. Arriaga.
- Dictamen pedido y dado al Ilmo. y Rvdmo. Señor el P. Francisco de Rávago, sobre si convendría imprimir los Códices góticos conciliares que están en el Real Monasterio del Escorial.
- Dictamen pedido y dado al Real y Supremo Consejo de Castilla sobre el método de censurar los libros.
- Geographi Veteres Graeci et Latini qui res Hispaniae Memoriae tradidere. Traite de la géographie antique de l'Espagne.

### Poésie
- Distichorum, Lyricorum, Epigrammatum, Heroicorum. Opera Fr. Henrici Flórez, Agustiniani. Incluye los hexámetros Qualis sit Princeps?; una composición en yámbicos senarios y cuaternarios y un planto en dísticos elegiacos dedicadas a Santo Tomás de Villanueva; un himno en loor de San Juan de la Cruz en estrofas tetrásticas asclepiádeas de tres asclepiádeos y un glicónico y un poema bilingüe en latín y castellano en honor de la Universidad de Alcalá en ocho octavas reales.
- In Ioannem a Cruce Labyrinthus. Escrita con ocasión de las fiestas de la canonización de San Juan de la Cruz (en 1727, cuando lo celebraron los frailes, o en 1728 cuando lo hicieron las monjas carmelitas).